# Stenhomalus ornatrix
Stenhomalus ornatrix là một loài bọ cánh cứng trong họ Cerambycidae.